# Abel Albert
Abel Albert (Parigi, 31 gennaio 1873 – Parigi, 27 settembre 1919) è stato un rugbista a 15 francese.

## Biografia
Partecipò alle Olimpiadi di Parigi del 1900 conquistando una medaglia d'oro nel rugby a 15 con la Union des Sociétés Français de Sports Athletiques, squadra rappresentante la Francia.
Nella sua carriera rugbista giocò per la squadra francese del Cosmopolitan Club.

## Palmarès
- Oro olimpico: 1

1900